# Munditia (chi ốc biển)
Munditia là một chi ốc biển, là động vật thân mềm chân bụng sống ở biển trong họ Liotiidae.

## Các loài
Các loài trong chi Munditia gồm có:
- Munditia gaudens (Melvill & Standen, 1912)[3]
- Munditia meridionalis (Melvill & Standen, 1912)[4]

The Indo-Pacific Molluscan Database also gồm cós the following species with names in current use 
- Munditia daedala (A. ADAMS, 1863)
- Munditia hedleyi (Prichard & Gatliff, 1899)
- Munditia mayana (Tate, 1899)
- Munditia subquadrata (Tenison-Woods, 1878)
- Munditia tasmanica (Tenison-Woods, 1875)

Other species gồm có:
- Munditia anomala Powell, 1940
- Munditia aupouria Powell, 1937
- Munditia delicatula Powell, 1940
- Munditia echinata Powell, 1937

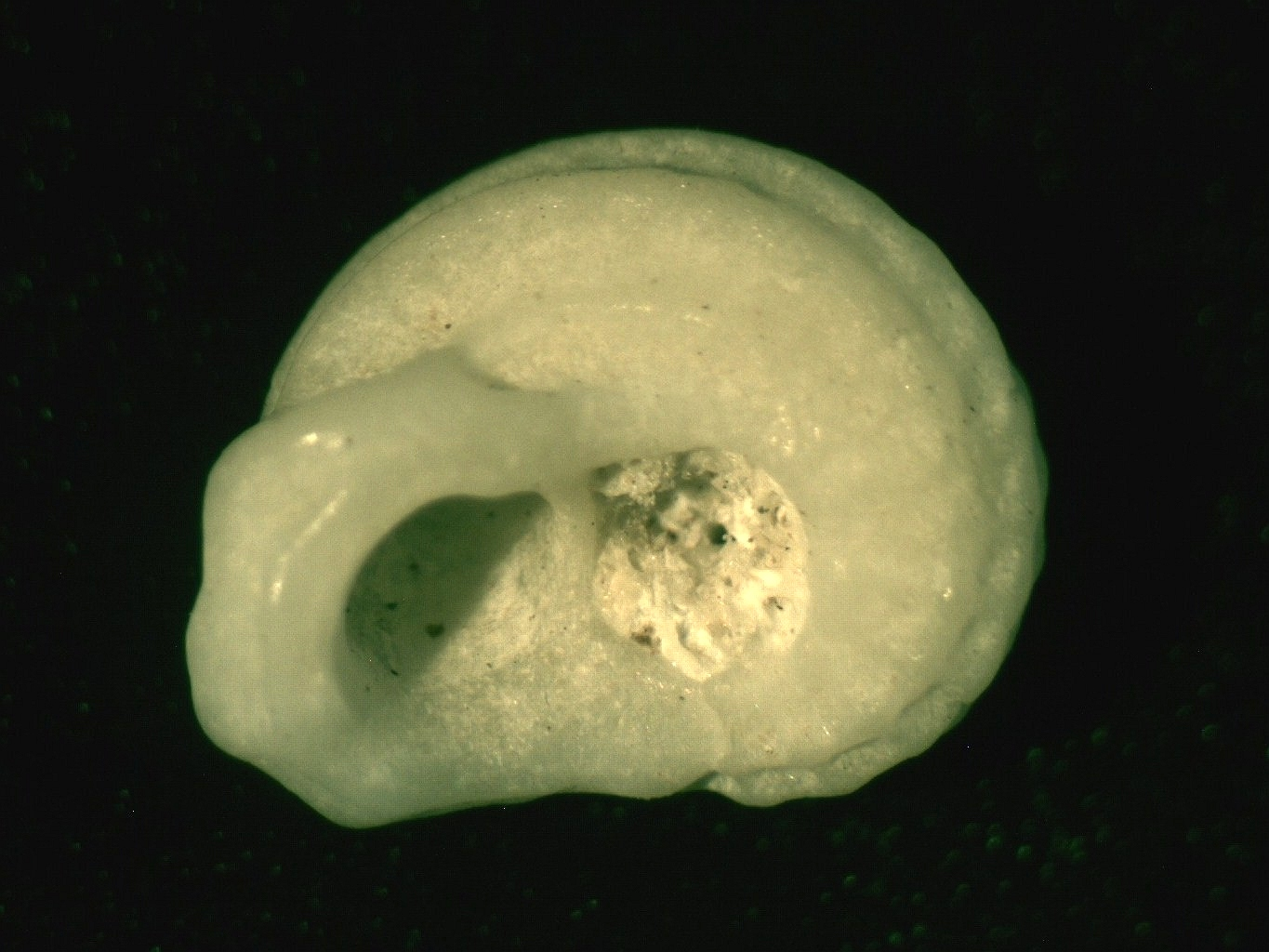
Munditia subquadrata, ventral view

- Munditia manawatawhia Powell, 1937
- Munditia owengaensis Powell, 1933
- Munditia serrata (Suter, 1908)
- Munditia suteri (Mestayer, 1919)
- Munditia tryphenensis Powell, 1926